# Heinrich Bosse (Geistlicher)
Heinrich Karl Bosse (* 6. August 1871 im Pastorat Wohlfahrt, Gouvernement Livland, Russisches Kaiserreich; † 16. Februar 1919 im Bickernschen Wald bei Riga, Lettland), lettisch Heinrihs Bose, war ein deutsch-baltischer Geistlicher. Er gilt als evangelischer Märtyrer und ist auf dem Rigaer Märtyrerstein verzeichnet.
Die Datumsangaben in diesem Artikel richten sich, wenn nicht anders angegeben, für den Zeitraum bis 1918 nach dem julianischen Kalender.

## Leben

### Amtseinführung
Bereits der Großvater (Anton Georg Bosse) und der Vater (Georg Joachim Julius Bosse) Heinrich Bosses waren Pastoren in Wohlfahrt. Heinrich Bosse selbst studierte Theologie an der Kaiserlichen Universität Dorpat und wurde am 26. April 1898 ordiniert. Nach seiner fast zehnjährigen Tätigkeit als Religionslehrer an der Rigaer Börsen-Kommerzschule wurde er 1910 von den Patronen des Kirchspiels mit Einverständnis der Gemeinde ebenfalls zum Prediger in Wohlfahrt berufen. Das Konsistorium stimmte zu. Sein Amtsantritt erfolgte Anfang Juli.
Bei seinem Amtsantritt fand Heinrich Bosse eine völlig andere Situation vor als sein Vater oder sein Großvater. Die Russische Revolution 1905 hatte auch die Stellung des Pastors verändert, der nun nicht mehr wie früher als Patriarch auftreten konnte. In der Gemeinde gab es zahlreiche Missstände, derer sich Bosse in deutlicher Weise annehmen musste. Auch wenn er bisweilen harte Urteile fällte, fühlte er sich der Gemeinde verbunden. Dies wurde insbesondere in seiner tatkräftigen Sorge für mittellose Gemeindemitglieder deutlich. Jeder, der bei ihm Hilfe suchte, erhielt sie auch. Außer um pastorale kümmerte sich Bosse auch weiter um schulische Belange. Dabei ging er ständig gegen den Nihilismus vor, der sich unter jüngeren Lehrern breit machte. Er fürchtete, dass dieser die Schuljugend verderben könne. Dieser Kampf brachte Bosse zahlreiche Gegner ein. Der Kern der Gemeinde stand aber hinter ihm.

### Weltkrieg und Revolution
Der Erste Weltkrieg brachte Heinrich Bosse zahlreiche Schwierigkeiten. So kam es zur Einquartierung von 40 russischen Soldaten in seinem Pfarrhaus. Ein ungestörtes Familienleben war unter diesen Umständen nicht mehr möglich.
Nach der Oktoberrevolution kam es dann zu Konflikten mit Bolschewiki. Als ein Beispiel mag eine Situation gelten, bei der ein Trupp mit einer roten Fahne zu Bosse kam und diesen aufforderte, sie zur Kirche zu begleiten. Sie beabsichtigten, revolutionäre Lieder zu singen, bei denen sie die Orgel begleiten sollte. Ferner sollte der Pastor eine Rede halten. Bosse lehnte dies entschieden ab, so dass der Trupp sich wieder zurückziehen musste.
Wenig später drang eine Gruppe junger Männer in seine Amtsstube ein. Sie nahmen ihn fest und inhaftierten ihn im Gemeindehaus. Er konnte seiner Frau noch zurufen:

„Meinen Leib können sie töten, meine Seele steht in Gottes Hand.“

Die Festnahme sprach sich in der Gemeinde herum. Sofort schlossen sich Anhänger des Geistlichen zusammen und befreiten ihn. Für kurze Zeit wurde er nun in Frieden gelassen.
Im Fortgang des Krieges zogen die russischen Truppen ab. Zurück blieben lettische Bolschewiki, die nun die Kontrolle ausübten. Mitten in der Nacht kam die Ehefrau des Gemeindeschreibers, eine Lettin, und berichtete, dass sie aus einem Versteck heraus eine Versammlung der Bolschewiki belauscht hatte. Dort sei gerade beschlossen worden, Bosse und seine gesamte Familie zu erschießen.
Wenig später suchten tatsächlich lettische Rotarmisten das Pfarrhaus auf. Der Pastor konnte zu vertrauenswürdigen Gemeindemitgliedern fliehen. Die Lettin, welche Bosse gewarnt hatte, wurde später als Verräterin von Bolschewiki erschossen.
Es folgte die deutsche Besatzungszeit, in der keine Gefahr mehr für Bosse durch die Bolschewiki bestand. Die Familie kehrte zurück. Die deutschen Truppen führten nun eine Säuberungsaktion gegen Bolschewiki durch. Das Feldgericht fällte auch gegen den Feldscher Rogul ein Todesurteil, der bei den Aktionen der Bolschewiki besonders hervorgetreten war. Ein Sohn Roguls war an der Festnahme Bosses beteiligt gewesen. Die Identität des Denunzianten gegen Rogul ist unbekannt. Es wurde später ausgeschlossen, dass es der Pastor war; Gegner machten ihn aber verantwortlich.

### Exil und Haft in Riga
Mit Ende des Weltkrieges wurden die deutschen Truppen abgezogen. Im nun folgenden Lettischen Unabhängigkeitskrieg rückten wieder die Bolschewiki ein. Für Heinrich Bosse war klar, was dies für ihn und seine Familie bedeuten würde. Freunde überzeugten ihn davon, mit seiner Familie nach Riga ins Exil zu gehen.
Am 3. Februar 1919 erkannte ihn dort auf der Straße ein Sohn Roguls. Dieser lief laut rufend auf den Pastor zu; Kommunisten eilten herbei und fesselten dem Geistlichen die Hände auf dem Rücken. Heinrich Bosse kam gemeinsam mit seiner Frau, die ihn begleitet hatte, in Untersuchungshaft. Ein wütender Kommissar und Roguls Sohn verhörten ihn. Er wurde misshandelt und geschlagen, weil er für den Tod Roguls verantwortlich gemacht wurde. Bosse und seine Frau kamen ins Matthäigefängnis. Der Pastor wurde in einer Einzelzelle inhaftiert.
Die folgende Nacht war für ihn voller Schrecken. Ständig kamen Bolschewiki in die Zelle und ließen ihm keinen Schlaf. Er wurde mit einer Waffe bedroht; auch wurde ihm gegenüber behauptet, man habe Rache an seinen Kindern genommen, indem man sie erhängt und ihre Leichen auf die Straße geworfen habe. Die Psyche des Pastors kollabierte; er erlitt einen Wutanfall. Seine Ehefrau war auf der anderen Seite des Korridors inhaftiert. Sie konnte mit viel Mühe einen Wärter überreden, sie zu ihrem Mann zu lassen. Sie tröstete ihn, da sie durchschaute, dass es sich bei dem Bericht über die Kinder um eine gezielte Fehlinformation handelte, mit der Bosse gequält werden sollte. Er beruhigte sich und schien wieder Hoffnung zu schöpfen.
Die Frau hatte auch dafür gesorgt, dass er in eine Gemeinschaftszelle mit guter Gesellschaft verlegt wurde. Bosse beruhigte sich weiter und fand sein Gottvertrauen wieder. Er hielt nun Andachten mit seinen Mitgefangenen ab. Dabei betete er sogar für die Bolschewiki.

### Todesurteil und Hinrichtung
Am 13. Februar 1919 wurde Heinrich Bosse auf der achten Sitzung des Revolutionstribunals der Bolschewiki gemeinsam mit dem Gutspächter Ernst Bergson, dem Gutsbesitzer Friedrich von Lieven und Dr. med. Edgar Mey wegen sogenannter „Vergehen“, die sie während der Russischen Revolution in den Jahren 1905 bis 1907 begangen hatten, zum Tode verurteilt. Weitere Todesurteile ergingen gegen zwei alkoholabhängige Diebe.
Andere Diebe erhielten wegen ihrer „schweren materiellen Lage“ lediglich Strafen von 1½ bis 3 Monaten gemeinnütziger Arbeit. Ein Einbrecher wurde sogar freigesprochen, da es sich bei seinem Einbruch angeblich um eine eigenmächtig durchgeführte Hausdurchsuchung gehandelt hat.
Am 15. Februar wurde Frau Bosse freigelassen. Sie verabschiedete sich von ihrem Ehemann, der nun gefasst wirkte und sagte:

„Meinen Weg kenne ich, erzieh’ Du unsere Kinder im Glauben und Gottesfurcht.“

Am Morgen des 16. Februar 1919 war vor dem Gefängnis ein Auto zu hören. Das Geräusch war den Gefangenen vertraut und ließ sie jedes Mal zusammenzucken. Der Pastor und ein Mitgefangener wurden aus der Zelle gerufen. Ihre Hände wurden auf dem Rücken gefesselt. Sie wurden in das Fahrzeug gesetzt und in schneller Fahrt durch die Dunkelheit zum Bickernschen Wald gebracht. Die genauen Umstände, unter denen Heinrich Bosse erschossen wurde, sind unbekannt.
Am 22. Mai wurde Riga durch die Gegner der Bolschewiki erobert. Bosses sterbliche Überreste wurden nun gefunden. Seine Oberbekleidung war verschwunden; ferner war sein linker Oberarm zerschmettert worden. Er wurde auf dem Wohlfahrter Friedhof beerdigt.